# Байракли джамия (Белград)
Вижте пояснителната страница за други значения на Байракли джамия.
Байракли джамия (на сръбски: Бајракли џамија или Bajrakli džamija) е мюсюлмански храм, построен около 1575 година и е една от 273 джамии, които са посторени в Белград, според пътеписа на Евлия Челеби. Първоначално се е нарича Чохаджи джамия по името на еснафа и търговец на чох – хаджи Али.
Джамията представлява еднокуполен градеж с минаре. По времето на австрийското владение на Белград (1717 – 1739) е преустроена в католическа църква. През този преиод са разрушени и голям брой от белградските джамии. След връщането на османците сградата отново е превърнтата в джамия. През 1741 година Хюсеин бег – кехая (помощник) на главния управител на Белград Али паша, обновява джамията след което за известно време тя е наричана Хюсеинбегова или Хюсеинкехайова джамия. В края на 18 век мюсюлманският храм получава днешното си название Байракли джамия по байрака, който се е развявал над нея като знак за едновременно започване на молитвата във всички белградски джамии. След обновлението ѝ през 19 век – дело на сръбските князе, е превърната в главна градска джамия.
Байракли джамия е единственият действащ мюсюлмански храм в сръбската столица. Към нея има медресе и ислямско средно училище.
На 18 март 2004 година Байракли джамия е запалена от група сръбски националисти в отговор на палежите на сръбски православни храмове от албанските екстремисти в Косово. Днес джамията е реконструирана.